# Туманність Вугільний Мішок
Туманність Вугільний Мішок — темна туманність в сузір'ї Південного Хреста, легко видима неозброєним оком як чорна пляма на Чумацькому Шляху.

## Опис
Темні туманності — це дуже холодні і розріджені газопилові хмари. Темна туманність часто є областю формування зірок, виявлення яких в туманності можливо тільки при спостереженні на довжині хвилі інфрачервоного і радіо- випромінювання, що набагато менше поглинаються і розсіюються міжзоряною речовиною.
Екваторіальні координати туманності Вугільний Мішок — пряме піднесення 12г53хв00сес, схилення −63°00‘00"; площа становить приблизно 26.2 кв.градуси. Приблизні розміри — 6,7°×5,0°, форма — нерегулярна. Відстань до туманності — близько 150 парсек (600 світлових років).
З урахуванням своїх розмірів, туманність частково захоплює сусідні з Південним Хрестом сузір'я Центавра та Мухи.

## Історія спостережень

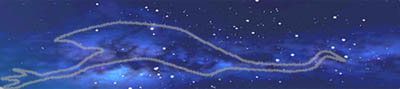
Зображення Ему в небесах, сузір'я австралійських аборигенів, що складалося з темних ділянок, а не зір. Європейську сузір'я: справа — Південний Хрест, зліва — Скорпіон. Голова страуса ему — туманність Вугільний Мішок

Туманність Вугільний Мішок є важливою у астрономії австралійських аборигенів, де формує голову ему в небесах у декількох культурах аборигенів. Серед народності Вардаман австралійських аборигенів туманність вважається головною та плечима законника Utdjungon, який дивиться з неба, щоб люди не порушували традиційні племінні закони; за легендами лише дотримання закону членами племені утримує його від знищення світу вогненною зорею.
В астрономії інків туманність називали Юту або тинаму.
Вперше письмово про спостереження туманності зазначив Віченте Яньєс Пінсон (Vicente Yáñez Pinzón) у 1499 році.
Амеріго Веспуччі називав її «il Canopo fosco» (темний Канопус), інші назви — «Macula Magellani» (Магелланова Крапка) або «Чорна Магеланова Хмара» на противагу Магеллановим Хмарам.
У 1970 році Каллеві Маттіла довів, що Вугільний Мішок не повністю чорний, а має дуже слабке світіння (10% яскравості оточуючого Чумацького Шляху), яким завдячує зорям, що затемнює.
Вугільний Мішок не був включений до Нового загального каталогу та не має ідентифікаційного номера (крім каталогу Колдвелла, де туманність має номер C99).